# مقاطعة ويكسفورد (ميشيغان)
مقاطعة ويكسفورد هي مقاطعة في ميشيغان، بلغ عدد سكانها 32٬735  نسمة، في 2010، عاصمتها كاديلاك، تبلغ مساحتها 1٬491 كيلومتر مربع.

## الموقع
تشترك في الحدود مع:
- مقاطعة غراند ترافيرس (ميشيغان)
- مقاطعة ليك.

## التقسيمات الإدارية
- كاديلاك.